# Stola (Rome)

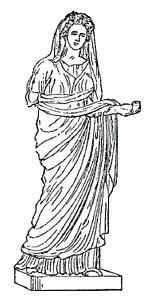
Vrouw met stola en daaroverheen een palla

Een stola is een jurk voor vrouwen die over de tunica werd gedragen. Deze reikte tot aan de enkels of zelfs tot aan de voeten, terwijl de tunica slechts tot aan de knieën reikte. 
De stola werd meestal vastgehouden door een fibula op de schouder en had over het algemeen vaak mouwen. Het geheel werd door een soort "riem" bijeengehouden over de borst. Het meest kenmerkende was misschien wel de instita (cf. strook) die aan de benedenkant was vastgenaaid en tot aan de wreef reikte. Boven deze tunica en stola droegen matronae (patricische vrouwen) een palla of pallium: een over de kleding heengeslagen mantel (zie afbeelding).
Gewone vrouwen mochten slechts donkere tunica's dragen. De term matronae werd dan ook gezien als het vrouwelijke equivalent van togata. Matronae wier echtgenoot was gescheiden op grond van overspel mochten eveneens geen stola meer dragen, maar slechts een toga.